# Gudrod de Gudbrandsdal
Gudrod de Gudbrandsdal o Gudrod el mártir fue un caudillo vikingo, monarca de Gudbrandsdal, en Hedmark, Noruega (siglo X). Según la Saga de San Olaf, fue uno de los cinco reyes noruegos que se reunieron en Hedmark convocados por el rey de Romerike en 1018. Los cinco comentaron la expedición del rey Olaf II el Santo para expandir el Cristianismo en Noruega, convirtiendo a unos y castigando a otros. Gudrod fue especialmente incisivo en su crítica sobre el asunto y manifestó su disposición de acabar con aquella situación en el lugar y forma que fueran pertinentes. Los reyes acordaron resistir la embestida de Olaf y reunir a sus nobles para organizar los ejércitos, pero uno de ellos Ketil Kalv de Ringanes (Stange) les traicionó.
El rey Olaf, advertido del plan, se dirigió con 400 hombres a Ringsaker antes del amanecer y rodeó la casa donde estaban durmiendo los reyes. Todos fueron hechos prisioneros; al rey Rørek Dagsson le arrancaron los ojos y a Gudrod le cortaron la lengua, los otros dos fueron desterrados de Noruega y Olaf tomó posesión de sus reinos y en ese momento es cuando pudo decir Olaf que ostentó el título de rey de Noruega.